# El Jagüey (Guanajuato)
El Jagüey es una localidad del estado mexicano de Guanajuato. Es parte del municipio de Romita.

## Demografía
| Gráfica de evolución demográfica |
|                                  |

| Censo | Población |
| ----- | --------- |
| 1900  | 427       |
| 1910  | 410       |
| 1921  | 570       |
| 1930  | 238       |
| 1940  | 253       |
| 1950  | 340       |
| 1960  | 360       |
| 1970  | 636       |
| 1980  | 578       |
| 1990  | 1 378     |
| 2000  | 1 323     |
| 2010  | 1 613     |
| 2020  | 1 843     |